# Chhabra
Chhabra é uma cidade e um município no distrito de Baran, no estado indiano de Rajastão.

## Geografia
Chhabra está localizada a 24° 40′ N, 76° 50′ L. Tem uma altitude média de 321 metros (1053 pés).

## Demografia
Segundo o censo de 2001, Chhabra tinha uma população de 22,795 habitantes. Os indivíduos do sexo masculino constituem 53% da população e os do sexo feminino 47%. Chhabra tem uma taxa de literacia de 60%, superior à média nacional de 59.5%; a literacia no sexo masculino é de 70% e no sexo feminino é de 50%. 17% da população está abaixo dos 6 anos de idade.